# 4753 Фідій
4753 Фідій (4753 Phidias) — астероїд головного поясу, відкритий 16 жовтня 1977 року.
Тіссеранів параметр щодо Юпітера — 3,436.